# Pozo Negro
Pozo Negro este o arie protejată (arie specială de conservare — SAC, sit de importanță comunitară — SCI, arie de protecție specială avifaunistică — SPA) din Spania întinsă pe o suprafață de 9.995 ha, integral pe uscat.

## Localizare
Centrul sitului Pozo Negro este situat la coordonatele 28°17′12″N 13°57′02″W / 28.2868°N 13.9505°V.

## Înființare
Situl Pozo Negro a fost declarat arie de protecție specială avifaunistică în noiembrie 1989 pentru a proteja 1 specie de plante și 17 specii de animale. Alte tipuri de protecție:
- sit de importanță comunitară (în octombrie 1999)
- arie specială de conservare (în ianuarie 2010)[2][3][4]

## Biodiversitate
Situată în ecoregiunea , aria protejată conține 5 habitate naturale: Tufărișuri termo-mediteraneene și de pre-deșert, Faleze cu floră endemică de pe coastele macaroneziene, Câmpuri de lavă și excavații naturale, Tufărișuri halofile mediteraneene și termo-atlantice (Sarcocornetea fruticosi), Dune de coastă fixe cu vegetație erbacee („dune gri”).
La baza desemnării sitului se află mai multe specii protejate:
- plante (1): Crambe sventenii
- păsări (16): Bucanetes githagineus, pasărea ogorului (Burhinus oedicnemus), Calandrella rufescens, Calonectris diomedea, Chlamydotis undulata, Cursorius cursor, Falco pelegrinoides, șoim călător (Falco peregrinus), vânturel roșu (Falco tinnunculus), vultur egiptean (Neophron percnopterus), vultur pescar (Pandion haliaetus), Pterocles orientalis, Saxicola dacotiae, chiră de baltă (Sterna hirundo), turturică (Streptopelia turtur), călifar roșu (Tadorna ferruginea)
- reptile (1): Chalcides simonyi

Pe lângă speciile protejate, pe teritoriul sitului au mai fost identificate 3 specii de plante, 14 specii de păsări.